# Gruppo Sportivo Mira 1981-1982
Questa voce raccoglie le informazioni riguardanti  il Gruppo Sportivo Mira nelle competizioni ufficiali della stagione 1981-1982.

## Rosa
| N. |                   | Ruolo | Calciatore         |
| -- | ----------------- | ----- | ------------------ |
|    | Italia (bandiera) |       | Benetti            |
|    | Italia (bandiera) | C     | Nello Berton       |
|    | Italia (bandiera) | C     | Luigi Biasiolo     |
|    | Italia (bandiera) | D     | Renzo Bonato       |
|    | Italia (bandiera) | D     | Adriano Callegaro  |
|    | Italia (bandiera) | C     | Leandro Callegaro  |
|    | Italia (bandiera) | A     | Antonio Gabrielli  |
|    | Italia (bandiera) | C     | Alessandro Gallina |
|    | Italia (bandiera) | A     | Ennio Gazzetta     |
|    | Italia (bandiera) | D     | Franco Marchesin   |

| N. |                   | Ruolo | Calciatore       |
| -- | ----------------- | ----- | ---------------- |
|    | Italia (bandiera) | D     | Renzo Marega     |
|    | Italia (bandiera) |       | Maregotto        |
|    | Italia (bandiera) | D     | Massimo Marton   |
|    | Italia (bandiera) | C     | Danilo Niero     |
|    | Italia (bandiera) | C     | Giacomo Perego   |
|    | Italia (bandiera) | P     | Carlo Romio      |
|    | Italia (bandiera) | D     | Renzo Stevanato  |
|    | Italia (bandiera) | D     | Giovanni Tasca   |
|    | Italia (bandiera) | A     | Michele Vitulano |